# گلوریشی دم‌روشن
گلوریشی دُم‌روشن (نام علمی: Threnetes leucurus) نام یک گونه از زیرخانواده مرغ گوشه‌گیر است.